# Miedo absoluto
Miedo Absoluto es una película estadounidense del género de thriller dirigida por Ruby Zack y protagonizada por Gina Philips, Randall Batinkoff, Jenny Mollen y Tom Sizemore. 

## Trama
Karen (Gina Philips) es una publicista destacada. Cumpliendo la última voluntad de su abuela viaja a una alejada casa de campo, que pertenecía a la fallecida, para empaquetar todo lo que quedaba allí. La última vez que la visitó tenía la edad de 13 años.
17 años después regresa con su novio Jeff (Randall Batinkoff) y se siente segura con su compañía. Pero comienza a desarrollar terribles alucinaciones sobre un evento pasado dentro de esa misma mansión. Jeff se marcha por un asunto laboral y Karen conoce a Pierce (Tom Sizemore), el vigilador de la propiedad y un amante de los caballos, que extrañamente vive en los establos. Jeff es una persona extraña, de un humor ácido y una mirada tosca. Mientras tanto, Karen continúa experimentando visiones oscuras y terroríficas. Poco a poco, convivir allí se convierte en algo insoportable hasta que llega Wendy, su hermana menor (Jenny Mollen) y la hace sentir más cómoda.
Aunque es un hombre silencioso, Pierce es un psicópata con una personalidad escondida. Wendy no previene el peligro y Karen no encuentra salida alguna de la situación.
Miedo absoluto es un thriller en los que una realidad y la ficción (las visiones de Karen) se distorsionan haciendo imposible distinguir los límites entre estas. Aunque la protagonista se siente abatida por recibir tales torturas de un ambiente tenebroso y lleno de recuerdos se desenvuelve una historia, la cual es tomada como secundaria hasta que se entremezcla con las conductas sobrenaturales que se presentan. 

## Comentarios
- La crítica de la película fue dura, ya que fue clasificada como una película de género de terror (el título dio pie a ello) aunque verdaderamente es un thriller sobrenatural/psicológico.
- Al final de los créditos hay una dedicatoria: a nuestras esposas, a nuestros hijos, a nuestros padres, a nuestras suegras/os, a toda la gente buena de la ciudad. de Los Ángeles.
- Fue filmada en el año 2005 pero llegó a Hispanoamérica en invierno de 2006.